# Deutsch-maledivische Beziehungen
Die Deutsch-maledivischen Beziehungen bestehen seit den 1960er Jahren und beide Länder arbeiten eng in der Klimapolitik zusammen.

## Geschichte
Die Malediven und die Bundesrepublik Deutschland nahmen im Jahr 1966 diplomatische Beziehungen auf. Deutschland hat die Malediven bei ihrer Demokratisierung unterstützt und 2010 reiste der maledivische Präsident Mohamed Nasheed und traf sich mit der deutschen Bundeskanzlerin Angela Merkel. 2012 wurde das Land in die deutsch-südasiatische Parlamentariergruppe des deutschen Bundestages aufgenommen und wurde im selben Jahr von einer Bundestagsdelegation besucht. Die Malediven sind seit 2016 mit einer eigenen Botschaft in Berlin vertreten.
In der Amtszeit von Ibrahim Mohamed Solih haben sich die Beziehungen der beiden Länder intensiviert und besonders in der internationalen Klimapolitik arbeiten beide Länder eng zusammen.

## Wirtschaftlicher Austausch
Der bilaterale Warenaustausch lag im 2021 bei 56 Millionen Euro. Wirtschaftlich bedeutend ist vor allem der Tourismus. Von Januar bis Oktober besuchten knapp 100.000 deutsche Touristen die Malediven, womit sie 8 % aller Touristen im Land stellten.